# برونو كونسيساو
برونو كونسيساو دي أوليفيرا (مواليد 10 يونيو 2001)، لاعب كرة قدم إماراتي من أصل برازيلي يجيد اللعب في الجناح الأيسر مع نادي الجزيرة في دوري الخليج العربي الإماراتي و منتخب الإمارات.
لعب في الفئات السنية في جريميو نوفوريزونتينو و انتقل إلى نادي الجزيرة الإماراتي في عام 2019 و حصل على الجنسية الإماراتية في عام 2024.

## وصلات خارجية
برونو كونسيساو على موقع قاعدة بيانات كرة القدم.إي يو (الإنجليزية)
- برونو كونسيساو على موقع Soccerway.com (الإنجليزية)